# 檜書店
株式会社檜書店（ひのきしょてん）は、日本の出版社。観世流大成版謡本や、能楽関連図書などを発行している謡本出版・能楽専門出版社である。

## 出版物
- 観世流宗家謡本・特製一番本
- 金剛流謡本
- 能楽関連図書
- 月刊「観世」

etc...

## 歴史
万治2年（1659年）2月 （一説には寛永頃）、初代山本長兵衛（金屋長兵衛、弘章堂、草紙屋とも、山本氏）が京都西洞院長者町のちに二条通御幸町西入北側で観世流謡本を出版したのが始まりである。当初は私的に出版していたが、元禄頃より観世重賢と繋がりを持ち、観世流宗家公認の謡本を出版するようになり、のちに金剛流謡本を独占、家元直結の書林という業態を開拓した。江戸後期には二条通麩屋町東入に移転する。
慶応2年（1866年）、両替商をしていた橋本太右衛門常祐が山本長兵衛の版権を買い取り、二条通柳馬場西入で仏書を中心とした出版業にも手を広げた。明治には橋本常祐は屋号の檜屋から檜姓を創始し、2代目檜常助に改称。
3代目檜常之助の時代には、金剛謹之輔とも親交を深め、明治31年（1898年）には金剛流謡本も手がけるようになった。
大正6年（1917年）3月、東京市神田区錦町一丁目に東京店檜大瓜堂を開店する。昭和3年6月には合資会社檜書店を設立し、東京店を本店とした。
4代目檜常太郎、5代目椙杜久子を経て、平成14年（2002年）11月株式会社に改組し、6代目檜常正が社長。平成25年（2013年）5月末をもって、創業地にあった京都店を閉じた。　
令和6年（2024年）4月末に、再開発により千代田区神田小川町2丁目1番から神田神保町2丁目に移転した。